# Zelig
A Zelig egy 1983-ban bemutatott amerikai áldokumentumfilm, amelyet Woody Allen írt és rendezett, valamint ő alakítja a főszerepet is.

## Cselekmény
|  | Alább a cselekmény részletei következnek! |

Amerika imádja a szenzációkat, Leonard Zelig pedig maga a csoda. Úgy próbál menekülni élete konfliktusaitól, hogy a lehető legtökéletesebben alkalmazkodik környezetéhez. A spontán asszimilálódás idővel olyan jól megy neki, hogy képes lesz teljesen idomulni bárkihez, bármihez (megváltozik az alkata, arca, bőrszíne, jelleme). A kaméleon-ember sokáig ébren tartja az emberek millióinak érdeklődését, médiaszenzáció és reklámtermék lesz. Pedig szíve szerint nem hajhászná a feltűnést: csendes, eseménytelen életre vágyik, hisz gyermekkorában ebből jutott legkevesebb neki. Az átváltozó-művészt tanulmányozó pszichiáternő hamarosan élettársa lesz az egyéniség nélküli embernek, akinek gyógyulási folyamatát egy egész ország kíséri figyelemmel – és Zelig története igazán bővelkedik fordulatokban: akaratlanul is a két világháború közötti amerikai és világtörténelem eseményeinek alakítója lesz...
|  | Itt a vége a cselekmény részletezésének! |

## Szereposztás
| Szereplő                    | Színész          |
| --------------------------- | ---------------- |
| Leonard Zelig               | Woody Allen      |
| dr. Eudora Nesbitt Fletcher | Mia Farrow       |
| Zeliget alakító színész     | Garrett M. Brown |